# Al-Fath-Moschee

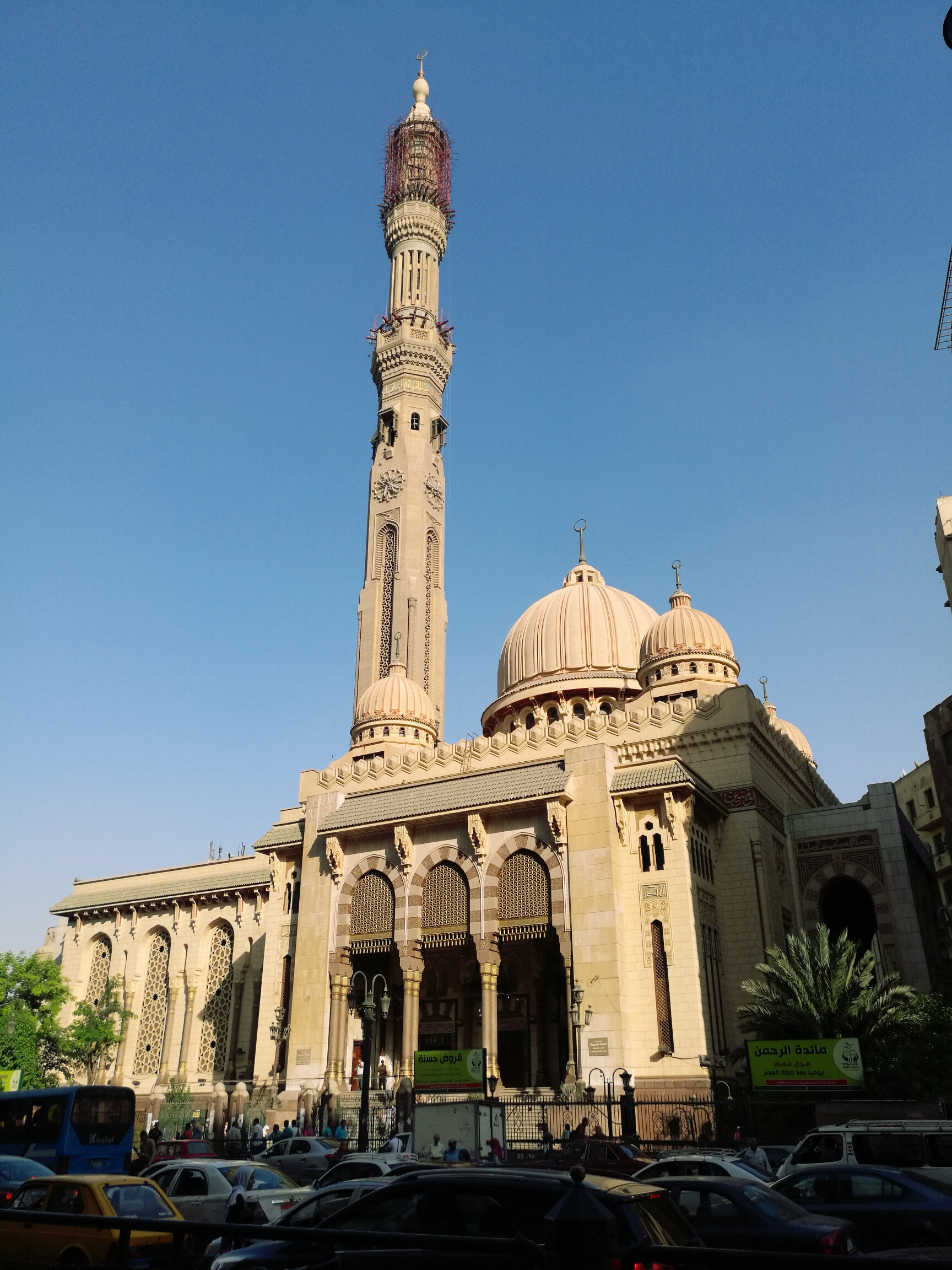
Al-Fath-Moschee

Die al-Fath-Moschee (arabisch مسجد الفتح Masǧid al-Fatḥ) ist eine Moschee in der Stadt Kairo. Sie befindet sich auf dem Ramses-Platz und gehört zu den größten Moscheen des Landes. Das Minarett der Moschee hat eine Höhe von 130 Metern und ist das höchste der Stadt. Die Moschee hat ein Fassungsvermögen von knapp 5000 Personen.
Die Moschee ist an dem Standort einer alten Moschee errichtet, die während der frühen muslimischen Eroberungen Ägyptens gebaut wurde. Der heutige Ramses-Platz war im 7. Jahrhundert Teil eines Dorfes namens Um Dunin, in dem die islamischen Eroberer ihr Zentrum und auch die angrenzende Moschee errichtet hatten. Später wurde die Moschee durch den Fatimidenkalifen al-Hākim bi-amr Allāh erweitert Diese alte Moschee wurde jedoch von den französischen Besatzungstruppen zusammen mit mehreren anderen Moscheen während der Revolte von Kairo im Jahr 1798 zerstört. Auf den Ruinen wurde eine Militäreinrichtung errichtet, die nach einem französischen Offizier benannt wurde.
Knapp 200 Jahre später wurde an derselben Stelle von Bauunternehmern Arab Contractors eine neue Moschee errichtet und am 22. Februar 1990 vom damaligen ägyptischen Präsidenten Hosni Mubarak während des Festes zur Himmelfahrt Mohammeds eingeweiht. Die neue Moschee wurde „Al-Fath“ genannt, was im islamischen Kontext „die Eroberung“ bedeutet, und von dem Architekten Hussein Bikri entworfen. Der alte Name Alwad 'Anan wird auch heute noch verwendet.
Zwei Tage nach dem Rābiʿa-Massaker im August 2013, am 14. August 2013, versammelten sich Anhänger von Mohammed Mursi auf dem Ramses-Platz und im angrenzenden Bereich der Moschee. Als die Polizei mit den Demonstranten zusammenstieß, flüchteten einige von ihnen in die Moschee, und der Platz wurde schließlich zu einem Krankenhaus für die Verletzten. Am nächsten Morgen stürmte die Polizei die Moschee und verhaftete die Demonstranten.